# Mission jésuite Saint-Michael des Pend'Oreilles
La Mission jésuite Saint-Michael des Pend'Oreilles a été fondé en novembre 1844 dans l'Idaho Panhandle, région la plus au nord de l'État américain de l'Idaho, le long de la rivière des Prêtres, dans le bassin supérieur de la Columbia River, par deux pères jésuites belges, Adrian Hoecken et Pierre-Jean De Smet.

## Histoire

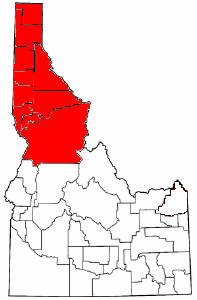
La Panhandle regroupe les dix cantons les plus au nord de l'Idaho

Le principal fondateur de la Mission jésuite Saint-Michael des Pend'Oreilles, Pierre-Jean De Smet, venait de la mission jésuite Sainte-Marie de Bitter Root, plus au sud, et se rendaient vers le Fort de Vancouver, sur la côte, le long de la Columbia Rover. À son retour,  en novembre 1844, il a été obligé de rester le long de la rivière des Prêtres  à dix kilomètres au sud-ouest du lac des prêtres, en raison de chutes de neige, d'un niveau anormalement élevé de la rivière et du gel. 
En 1793, le trappeur canadien  Alexander Mackenzie s'était approché de la région, mais sans rencontrer les indiens. Cette rivière était "centrale" pour la culture et l'identité des indiens de la région. La rivière des Prêtres relie le lac des prêtres au lac Pend Oreille, non loin du lac Coeur d'Alene, deux lacs alimentés par des rivières éponymes, la Coeur d'Alene et la Pend Oreille. La mission, exposée au risque d'inondation, a été ensuite installée quelques miles plus à l'ouest, toujours sur le cours de la rivière des Prêtres, en face d'un campement où vivait dans un village de toile un millier d'indiens Pend d'Oreilles, sur la rive orientale de la rivière des Prêtres, en face l'actuelle ville de Cusik, Washington, dernière ville de l'Etat de l'Oregon avant la frontière avec l'Idaho.
Le mot indien Sin-a-jail-a-min, qui nomme un pic surplombant le site, veut dire qu'ils étaient encerclés par leurs ennemis, les Blackfoot. Angus McDonald, responsable de la Compagnie des fourrures estime que ce mot signifie plutôt "rendezvous".